# Alimkhan Syzdykov
Alimkhan Syzdykov (14 giugno 1994) è un lottatore kazako, specializzato nella lotta greco romana.

## Palmarès
- Campionati asiatici

Almaty 2021: argento nei 130 kg.
Ulaanbaatar 2022: argento nei 130 kg.